# Heinz Enk
Heinz Enk (* 23. Juni 1931 in Thierbach; † 8. November 2020) war ein deutscher Oberst im Ministerium für Staatssicherheit (MfS) der DDR. Er war von 1982 bis 1989 amtierender Leiter des Stabes der Hauptverwaltung A (HVA), des Auslandsnachrichtendienstes der DDR.

## Leben
Nach der Volksschule arbeitete Enk bis 1949 als Forstarbeiter in Mehltheuer im Kreis Plauen. 1948 wurde er Mitglied der SED. 1949/50 war er hauptamtlicher Gewerkschaftssekretär in Plauen und studierte dann bis 1952 an der Arbeiter-und-Bauern-Fakultät in Dresden und 1952/53 an der Universität Greifswald.
1953 wurde er vom MfS eingestellt und war von Beginn an im Auslandsnachrichtendienst, der Hauptabteilung XV, später Hauptverwaltung Aufklärung, tätig. Bis 1955 besuchte er die als „Zentralschule der Gesellschaft für Sport und Technik ‚Etkar André‘“ getarnte Schule der HVA in Belzig. 1955 wurde er in die Hauptabteilung I der HVA, zuständig für politische Spionage, in Ost-Berlin versetzt. 1958 wurde er persönlicher Referent bei der Leitung der HVA und war dort ab 1960 ständiger Mitarbeiter.
Von 1962 bis 1968 absolvierte Enk ein Fernstudium an der Hochschule des Ministeriums für Staatssicherheit in Potsdam-Eiche und wurde Diplom-Jurist. 1968 wurde er stellvertretender Leiter der HVA-Abteilung VI, zuständig für Ausbildung. 1977 wurde er zum Oberst befördert. 1981 kehrte er in die Leitung der HVA zurück und wurde dort Offizier für Sonderaufgaben und 1982 Stellvertreter des  Leiters des Stabes. Mit der Dienststellung Abteilungsleiter war er de facto Leiter des Stabes. Offizieller Leiter des Stabes war der Stellvertreter des Leiters der HVA Heinz Geyer.
Nach dem Ende der DDR erfolgte 1989 Enks Freistellung und 1990 seine Entlassung aus dem Dienst. Enk verstarb im Alter von 89 Jahren.